# SNCF BB 17000
De BB 17000 zijn elektrische locomotieven op wisselspanning van de SNCF. Ze zijn in dienst gegaan in 1966 tussen Parijs en Le Havre, en rijden nu vooral forenzentreinen. Sinds 2007 worden ze buiten dienst gesteld.

## Diensten
De locomotieven werden bij Transilien ingezet op de volgende trajecten:
- Paris-Nord – Pontoise;
- Paris-Nord – Persan-Beaumont;
- Paris-Nord – Luzarches;
- Paris-Nord – Creil;
- Paris-Nord – Beauvais;
- Pontoise - Creil;
- Paris-Est – Meaux;
- Paris-Est – Coulommiers;
- Paris-Saint-Lazare – Poissy – Mantes-la-Jolie;
- Paris-Saint-Lazare – Conflans-Saint-Honorine – Mantes-la-Jolie;
- Paris-Saint-Lazare – Ermont - Eaubonne;
- Paris-Saint-Lazare – Gisors.

Verder worden de locomotieven bij TER Haute-Normandie ingezet op het volgende traject:
- Mantes-la-Jolie - Vernon - Giverny - Rouen-Rive-Droite (- Le Havre)

## Uit dienst gehaalde locomotieven
- November 2007 : BB 17099 et 17101
- Augustus 2008 : BB 17005
- November 2008 : BB 17001, 17019, 17057 et 17104
- December 2008 : BB 17006, 17012, 17015, 17027, 17037, 17045 et 17078
- Februari 2009 : BB 17063
- Mei 2009 : BB 17032
- December 2009 : BB 17007
- September 2010 : BB 17022, 17048
- December 2010 : BB 17040
- December 2011 : BB 17030

## Galerij

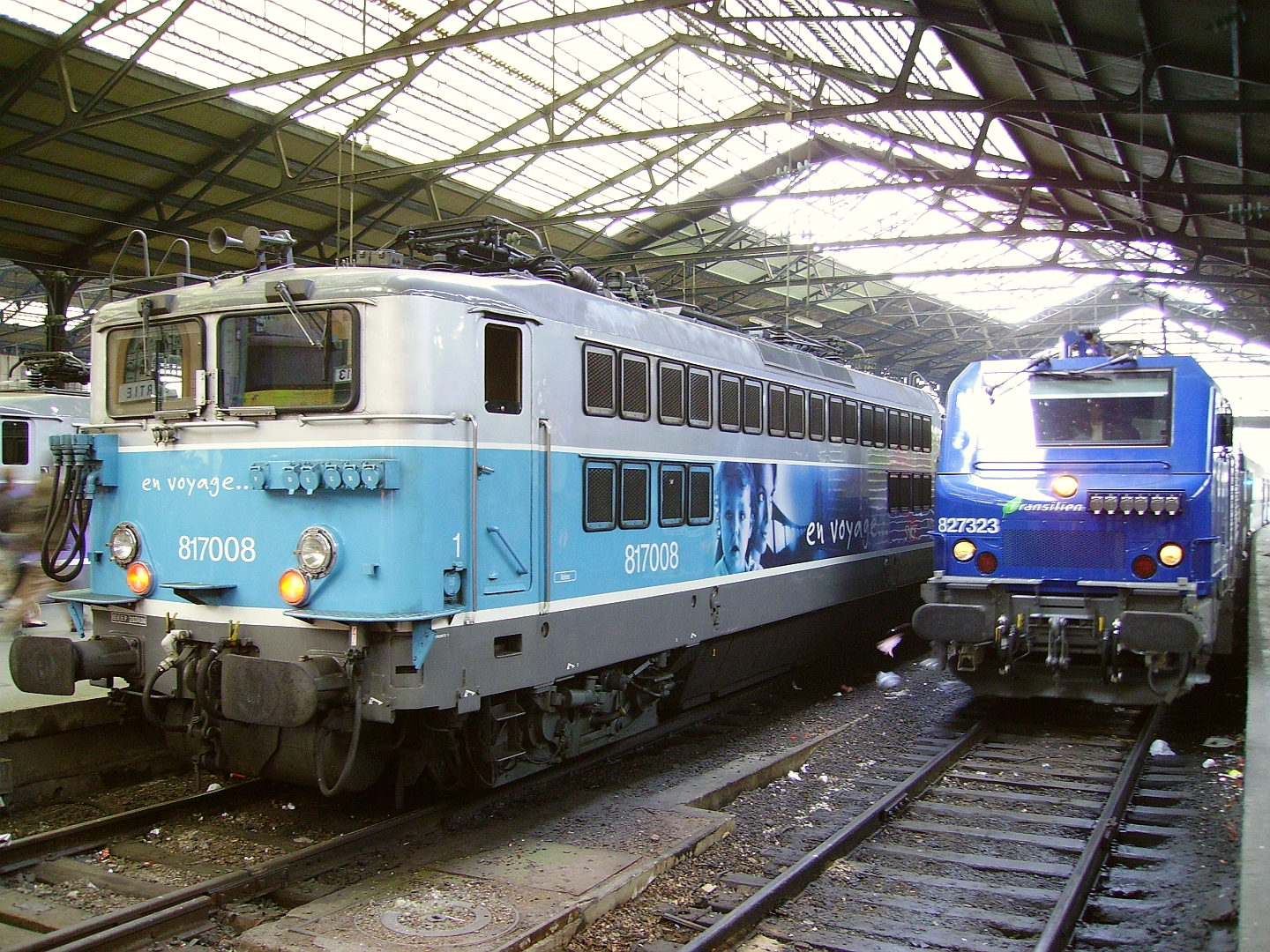
Op station Saint-lazare
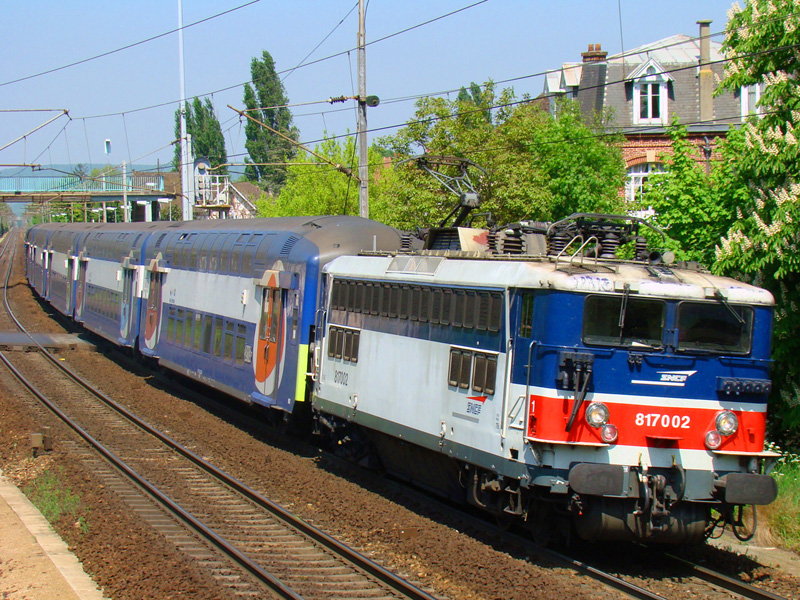
Locomotief 17002 trekt een set VB 2N-rijtuigen
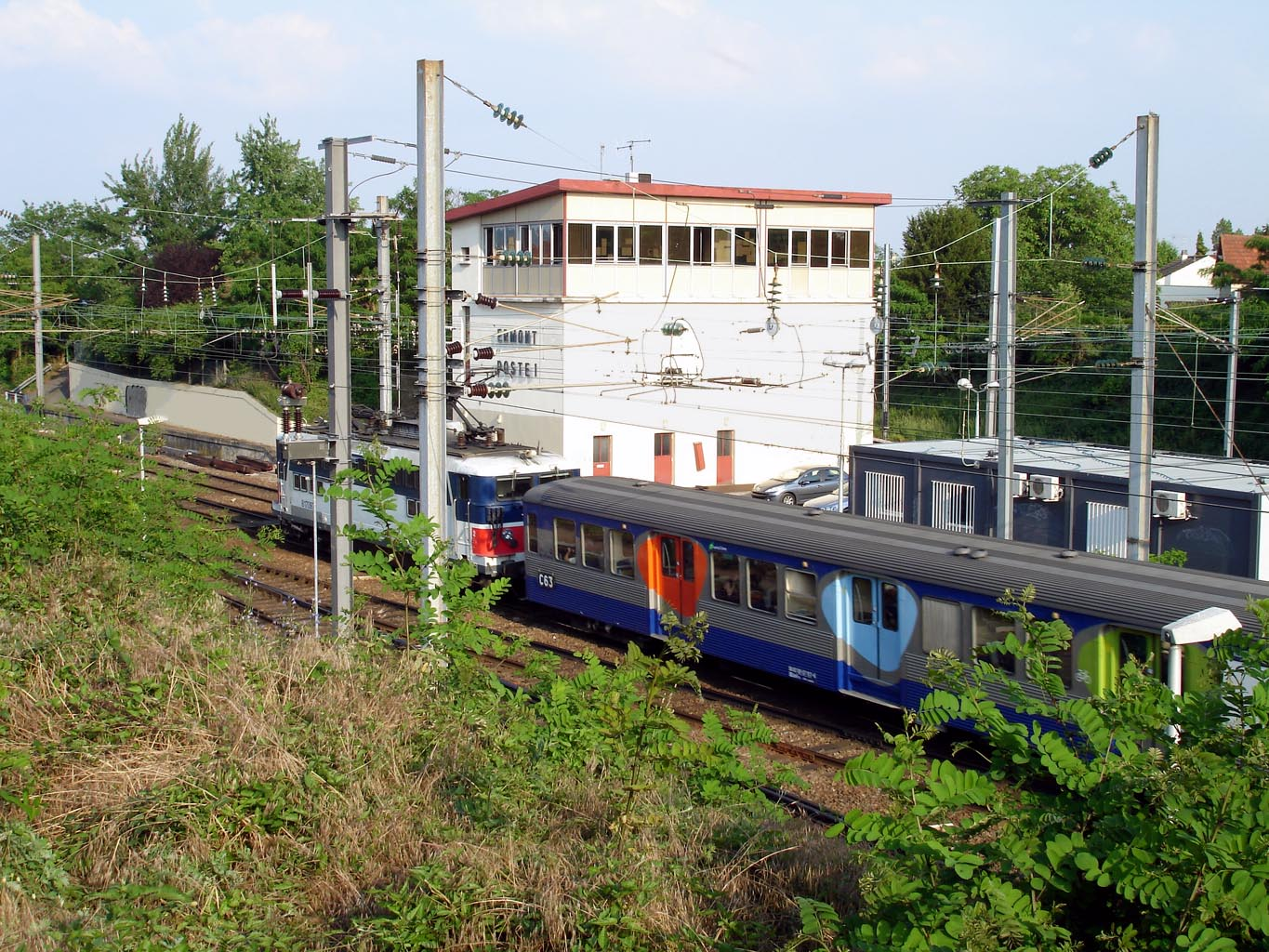
BB 17000 materieel met een treinstam RIB-rijtuigen